# The Michigan Daily
The Michigan Daily é um jornal estudantil diário estadunidense da Universidade de Michigan.  Sua primeira edição foi publicada em 29 de setembro de 1890. O jornal é financeiramente e editorialmente independente da administração da universidade e de outros grupos estudantis, mas compartilha sua sede com outras publicações em um edifício universitário. Em 2007, o mesmo prédio recebeu reformas totalmente financiadas por doações privadas de ex-alunos.
O The Michigan Daily é publicado em formato padrão de segunda a sexta-feira, durante os semestres correspondentes ao outono e inverno, e publicado semanalmente em formato de tablóide durante os meses de maio a agosto. Após o encerramento do The Ann Arbor News em julho de 2009, o jornal tornou-se o único jornal diário publicado no Condado de Washtenaw.